# 高山寺
高山寺（こうざんじ）是一座位于日本京都府京都市右京區梅ヶ畑栂尾（とがのお）町的寺院。栂尾位于京都市區西北部的山中。是真言宗系的單立寺廟。建于奈良時代，但實際的開基者為鎌倉時代的明惠。其中以「鳥獸戲畫」聞名，同時寺廟內還有大量的繪畫、典籍、文書收藏，擁有眾多的珍貴文物。以古都京都的文化財的一部份列入世界遺產名單中。

## 伽藍

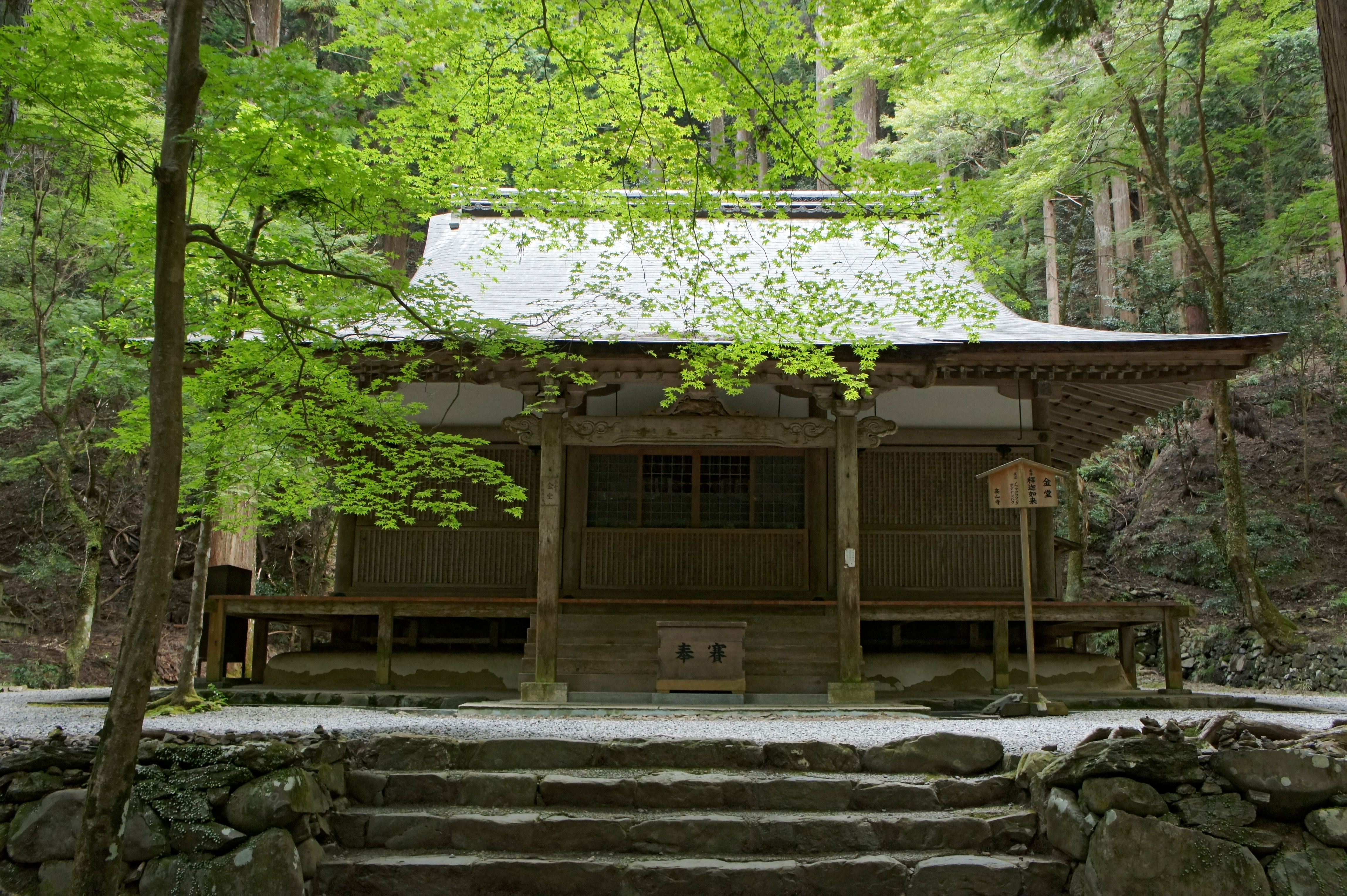
金堂
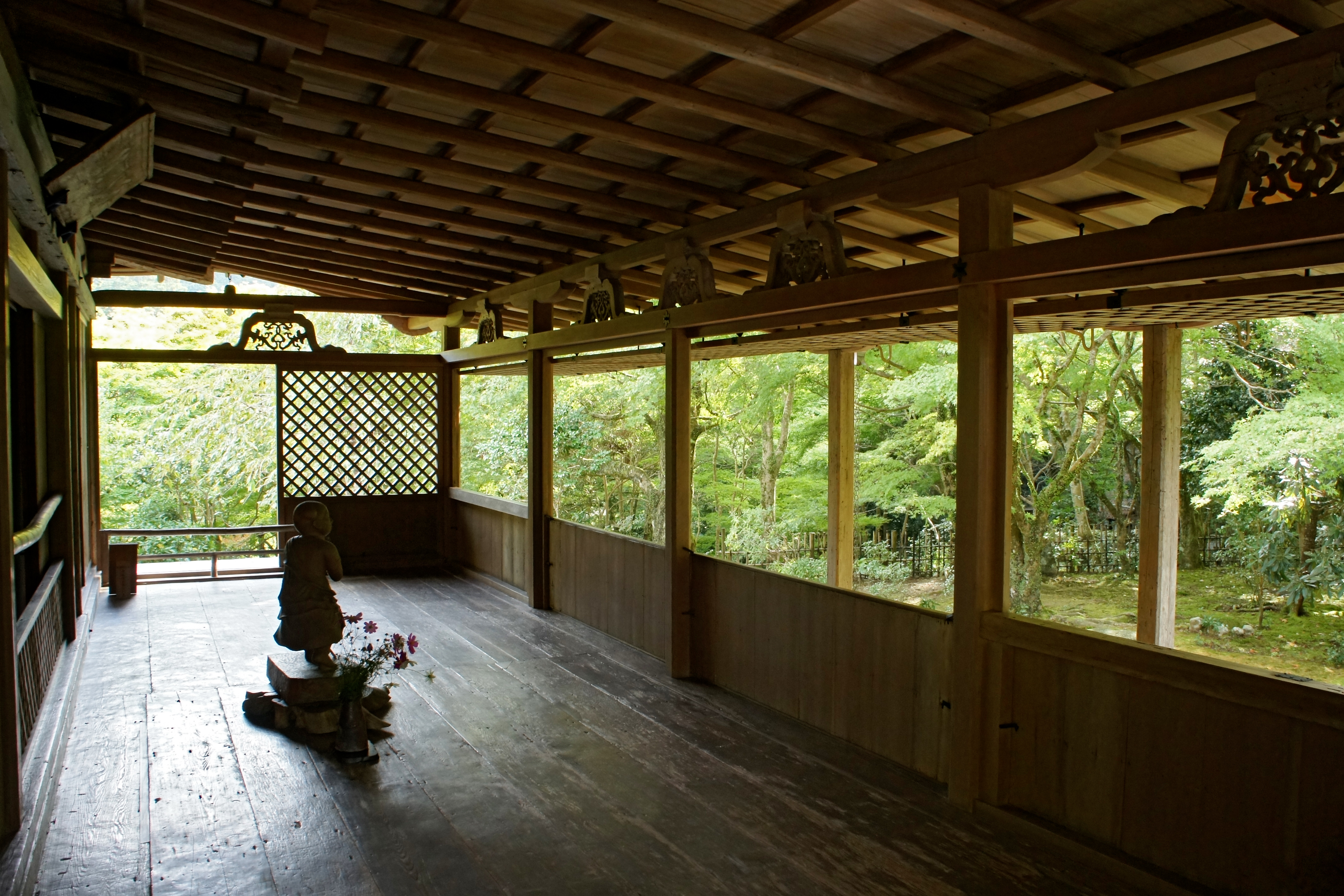
石水院（日本的國寶）
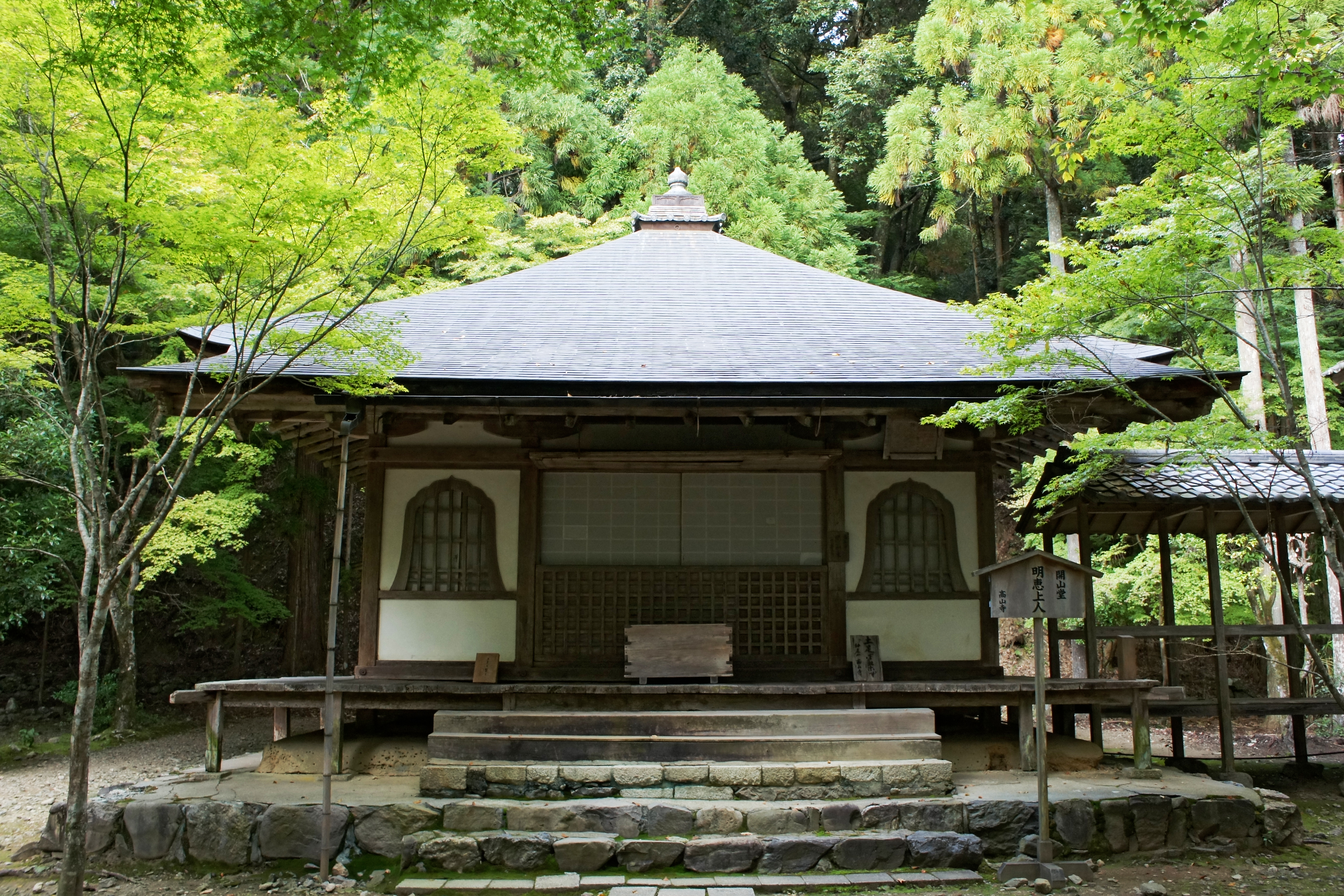
開山堂（重要文化財）

## 關聯條目
- 古都京都的文化財
- 日本寺院列表

## 外部連結
- 高山寺 （页面存档备份，存于）